# Streptoleberis
Streptoleberis is een geslacht van kreeftachtigen uit de klasse van de Ostracoda (mosselkreeftjes).

## Soorten
- Streptoleberis arcuata (Poulsen, 1962) Eagar, 1971
- Streptoleberis crenulata Brady, 1890
- Streptoleberis favosa Brady & Norman, 1896
- Streptoleberis flexilis (Brady, 1898) Eagar, 1971
- Streptoleberis rectirostris Brady & Norman, 1896

Niet geaccepteerde soort:
- Streptoleberis sculpta (Brady, 1898) Eagar, 1971 geaccepteerd als Scleroconcha sculpta (Brady, 1898)